# Fisk (Iowa)
Pour les articles homonymes, voir Fisk.
Fisk est une communauté non constituée en municipalité, du comté d'Adair en Iowa, aux États-Unis.
Les bureaux de la poste sont inaugurés à Fisk en 1872 et fermés en 1908.